# Vintta
Vintta är en liten ö i Finland. Den ligger i sjön Pyhäjärvi och i kommunen Saarijärvi i den ekonomiska regionen  Saarijärvi-Viitasaari och landskapet Mellersta Finland, i den centrala delen av landet, 290 km norr om huvudstaden Helsingfors. Öns area är 3,9 hektar och dess största längd är 260 meter i öst-västlig riktning.  Den är naturskyddsområde.